# 미네 하야토
미네 하야토(일본어: 峯 勇斗, 1992년 8월 31일 ~ )는 일본의 축구 선수이다.

## 구단 경력
과거 블라우블리츠 아키타, 후지에다 MYFC에서 활동하였다.